# Saïd Ennjimi
Saïd Ennjimi (Arabisch: سعيد النجيمي) (Casablanca, 13 juni 1973) is een Frans-Marokkaans voormalig voetbalscheidsrechter. Hij was in dienst van FIFA en UEFA tussen 2009 en 2015. Ook leidde hij van 2005 tot 2016 wedstrijden in de Ligue 1.
Op 6 augustus 2005 leidde Ennjimi zijn eerste wedstrijd in de Franse nationale competitie. Tijdens het duel tussen FC Metz en Le Mans (0–0) trok de leidsman driemaal de gele kaart. In Europees verband debuteerde hij tijdens een wedstrijd tussen Dinamo Tirana en Modriča Maksima in de voorronde van de UEFA Champions League; het eindigde in 0–2 en de Franse leidsman gaf één gele kaart. Zijn eerste interland floot hij op 11 februari 2003, toen Kameroen met 0–3 verloor van Ivoorkust. Tijdens dit duel hield Ennjimi zijn kaarten op zak.
Ennjimi werd op 31 juli 2015 vier maanden geschorst (acht maanden voorwaardelijk) door de Franse voetbalbond (FFF), nadat hij in het seizoen 2014/15 op 24 april 2015 na een competitiewedstrijd tussen Olympique Marseille en FC Lorient (3–5) "ongepast gedrag" vertoond zou hebben. Ennjimi had met clubofficials afgesproken zes gesigneerde T-shirts van Marseille in ontvangst te nemen voor een goed doel, maar na de verliespartij wilden spelers van Marseille niets signeren. Hij zou zich daarop ongepast hebben gedragen, waarna de FFF besloot hem geen wedstrijden meer toe te kennen. In oktober 2015 werd door de Franse scheidsrechtersorganisatie besloten Ennjimi van de FIFA-lijst te halen.

## Interlands
| Datum            | Plaats                 | Wedstrijd                | Uitslag | Competitie           | Kreeg geel | Kreeg voor de tweede keer geel en dus rood | Weggestuurd |
| ---------------- | ---------------------- | ------------------------ | ------- | -------------------- | ---------- | ------------------------------------------ | ----------- |
| 11 februari 2003 | Châteauroux, Frankrijk | Kameroen – Ivoorkust     | 0 – 3   | Vriendschappelijk    | 0          | 0                                          | 0           |
| 10 juni 2009     | Skopje, Macedonië      | Macedonië – IJsland      | 2 – 0   | WK 2010 kwalificatie | 3          | 0                                          | 0           |
| 10 oktober 2009  | Brest, Wit-Rusland     | Wit-Rusland – Kazachstan | 4 – 0   | WK 2010 kwalificatie | 1          | 0                                          | 0           |
| 3 maart 2010     | Monaco-Ville, Monaco   | Kameroen – Italië        | 0 – 0   | Vriendschappelijk    | 4          | 0                                          | 0           |
| 2 september 2010 | Ramat Gan, Israël      | Israël – Malta           | 3 – 1   | EK 2012 kwalificatie | 4          | 0                                          | 0           |
| 29 maart 2011    | Dublin, Ierland        | Ierland – Uruguay        | 2 – 3   | Vriendschappelijk    | 4          | 0                                          | 0           |
| 11 november 2011 | Luik, België           | België – Roemenië        | 2 – 1   | Vriendschappelijk    | 5          | 0                                          | 0           |
| 5 maart 2014     | Martigues, Frankrijk   | Burkina Faso – Comoren   | 1 – 1   | Vriendschappelijk    | 0          | 0                                          | 1           |
| 31 maart 2015    | Parijs, Frankrijk      | Ghana – Mali             | 1 – 1   | Vriendschappelijk    | 4          | 0                                          | 0           |
| 9 oktober 2015   | Troyes, Frankrijk      | Burkina Faso – Mali      | 1 – 4   | Vriendschappelijk    | 0          | 0                                          | 0           |